# Liigacup
La Liigacup (in italiano "Coppa di Lega") è una competizione calcistica assegnata dalla Lega finlandese. È seconda per importanza rispetto alla Coppa di Finlandia, che viene assegnata dalla federazione finlandese. È disputata annualmente dalle sole squadre iscritte alla Veikkausliiga, la massima serie del campionato finlandese di calcio. Eccetto che nelle prime edizioni, viene disputata all'avvio della stagione, prima dell'inizio del campionato.
Venne disputata per la prima volta nel 1994 e l'HJK Helsinki vinse il titolo per la prima volta. Dal 2001 al 2003 non è stata disputata. L'HJK Helsinki detiene il record di vittorie, con i cinque titoli conquistati, nonché unica squadra ad essere riuscita a vincere tre edizioni consecutive (1996, 1997 e 1998). L'ultima edizione è stata nel 2016 e ha visto la vittoria del Lahti. Con la riforma della Suomen Cup la Liigacup è stata soppressa e sostituita con la fase a gironi nella rinnovata Suomen Cup. Dopo la soppressione, il torneo è stato organizzato nuovamente dal 2022, con la terza vittoria per l'Honka.

## Formula
Negli anni la formula del torneo è variata, mantenendo sempre prima una fase a gironi e poi una fase ad eliminazione diretta. Dall'edizione 2016, ad eccezione dell'edizione 2022, le dodici squadre della Veikkausliiga sono divise in due gruppi composti da sei squadre ciascuno. In ognuno dei due gruppi le squadre si affrontano una sola volta per un totale di cinque gare. Dal 2023 le prime quattro dei gironi si affrontano in semifinale e le vincenti in finale per la vittoria del torneo, che si disputa in campo neutro.

## Albo d'oro
| Anno      | Vincitore     | Risultato            | Finalista     | Stadio e città                       |
| --------- | ------------- | -------------------- | ------------- | ------------------------------------ |
| 1994      | HJK           | 2 - 0                | Jazz          | Helsinki                             |
| 1995      | Haka          | 4 - 2                | HJK           | Helsinki                             |
| 1996      | HJK           | 3 - 2                | RoPS          | Stadio olimpico, Helsinki            |
| 1997      | HJK           | 2 - 0                | VPS           | Helsinki                             |
| 1998      | HJK           | 1 - 1 dts (rig: 8-7) | Jaro          | Helsinki                             |
| 1999      | VPS           | 3 - 0                | KTP           | Lahti                                |
| 2000      | VPS           | 2 - 1                | Jokerit       | Hanko                                |
| 2001-2003 | non disputata | non disputata        | non disputata | non disputata                        |
| 2004      | Allianssi     | 2 - 2 dts (rig: 5-3) | Lahti         | Pohjola Stadion, Vantaa              |
| 2005      | Allianssi     | 3 - 1                | Lahti         | Finnair Stadium, Helsinki            |
| 2006      | KuPS          | 2 - 1                | KooTeePee     | Finnair Stadium, Helsinki            |
| 2007      | Lahti         | 0 - 0 dts (rig: 4-3) | Inter Turku   | Finnair Stadium, Helsinki            |
| 2008      | Inter Turku   | 1 - 0                | TPS           | Finnair Stadium, Helsinki            |
| 2009      | Tampere Utd   | 2 - 0                | HJK           | ISS Stadion, Vantaa                  |
| 2010      | Honka         | 0 - 0 dts (rig: 4-3) | JJK           | Finnair Stadium, Helsinki            |
| 2011      | Honka         | 3 - 0                | Tampere Utd   | Tapiolan urheilupuisto, Espoo        |
| 2012      | TPS           | 1 - 1 dts (rig: 4-2) | HJK           | Sonera Stadium, Helsinki             |
| 2013      | Lahti         | 2 - 1                | JJK           | Lahden kisapuisto, Lahti             |
| 2014      | SJK           | 1 - 0                | VPS           | Jouppilanvuoren tekonurmi, Seinäjoki |
| 2015      | HJK           | 2 - 0                | RoPS          | Rovaniemen Keskuskenttä, Rovaniemi   |
| 2016      | Lahti         | 0 - 0 dts (rig: 4-3) | SJK           | Seinäjoen Keskuskenttä, Seinäjoki    |
| 2017-2021 | non disputata | non disputata        | non disputata | non disputata                        |
| 2022      | Honka         | 3 - 1                | Inter Turku   | Tapiolan urheilupuisto, Espoo        |
| 2023      | HJK           | 2 - 1                | AC Oulu       | Bolt Arena, Helsinki                 |
| 2024      | Inter Turku   | 2 - 2 (rig: 4-2)     | KuPS          | Veritas Stadion, Turku               |
| 2025      | Inter Turku   | 4 - 4 (rig: 8-7)     | HJK           | Myyrmäen jalkapallostadion, Vantaa   |

## Statistiche

### Vittorie per club
| Club        | Vittorie | Anno                               |
| ----------- | -------- | ---------------------------------- |
| HJK         | 6        | 1994, 1996, 1997, 1998, 2015, 2023 |
| Lahti       | 3        | 2007, 2013, 2016                   |
| Honka       | 3        | 2010, 2011, 2022                   |
| Inter Turku | 3        | 2008, 2024, 2025                   |
| Allianssi   | 2        | 2004, 2005                         |
| VPS         | 2        | 1999, 2000                         |
| SJK         | 1        | 2014                               |
| TPS         | 1        | 2012                               |
| Tampere Utd | 1        | 2009                               |
| KuPS        | 1        | 2006                               |
| Haka        | 1        | 1995                               |